# Hebei Spirit
Le Hebei Spirit (chinois : 河北精神 ; pinyin : Héběi jīngshen ; litt. « Esprit de Hebei ») est un pétrolier de type Very Large Crude Carrier (VLCC), affrété sous le pavillon de Hong Kong.

## Historique
Construit en 1993 et nommé Apollo Oshima, le pétrolier avait été construit par Kawasaki Heavy Industries au Japon, et avait été armé par différentes compagnies (Apollo Tanker Corporation, Cosco Hebei…) sous différents pavillons (Panama, Liberia).

## Marée noire

### Déroulement
Le 7 décembre 2007, le pétrolier se trouve au mouillage  en mer Jaune, près du port de Daesan en Corée du Sud quand il est percuté par une barge à la dérive. La remorque reliant la barge à un des  remorqueurs s'est rompue. Le navire transportait 260 000 tonnes de pétrole brut, dont environ 10 500 qui se sont déversées dans la mer à la suite de la brèche, touchant la plage de Mallipo.
Le gouvernement sud-coréen affirme qu'il s'agit de la pire marée noire du pays, dépassant le déversement qui a eu lieu en 1995, et décrète l'état de catastrophe dans la région. En quelques jours, le nettoyage a déjà impliqué 15 hélicoptères, 10 avions, 220 bateaux et plus de 21 500 travailleurs. Il a également été estimé que le nettoyage prendra plus de deux mois et coûtera 330 millions de dollars US.

### Effets environnementaux

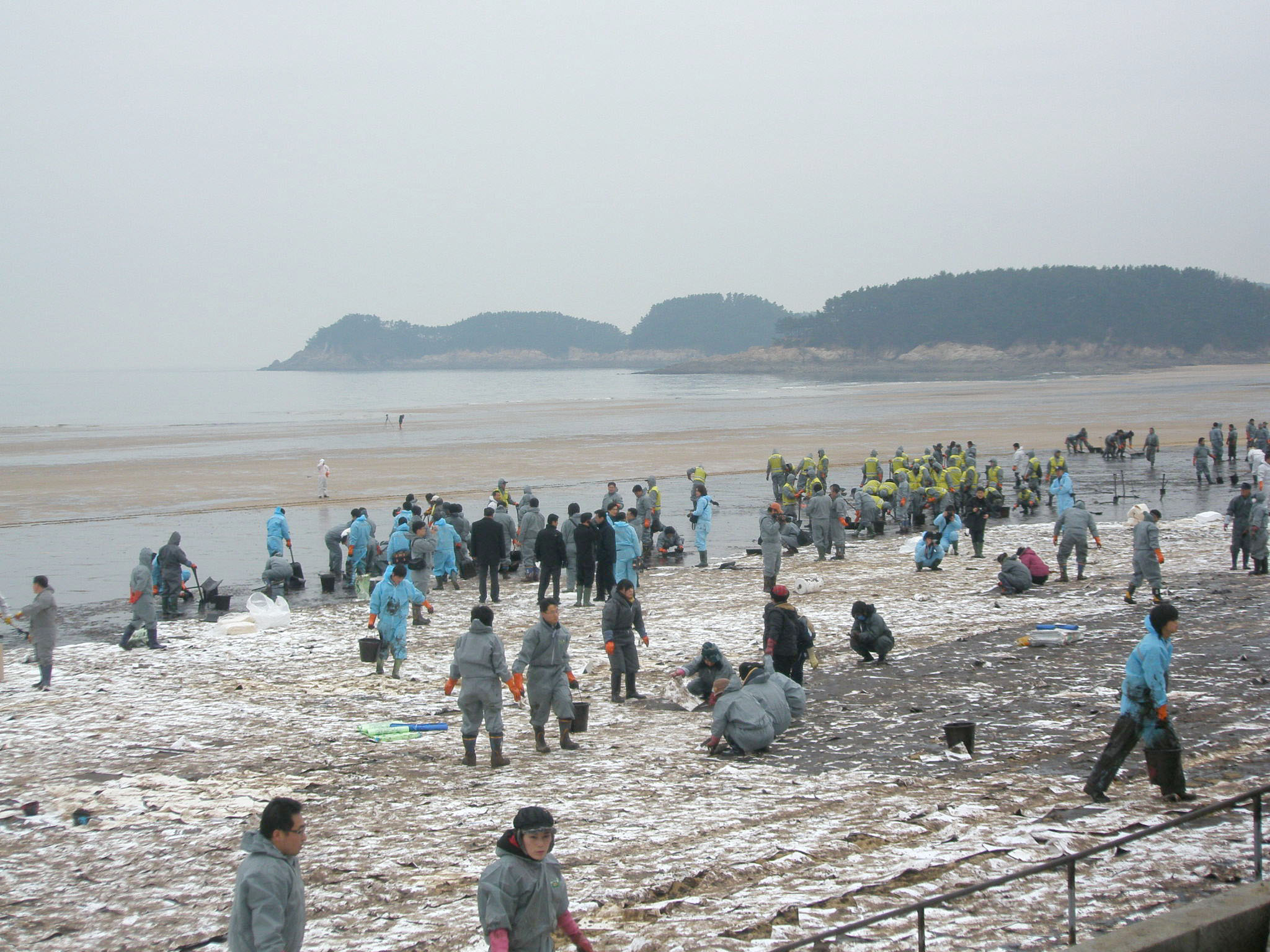
Plus de 21500 travailleurs s'efforcent de contenir les dégâts.

Les autorités ont initialement cru que la marée noire serait contenue par la température froide des eaux. Toutefois, à cause des conditions météorologiques défavorables, combinées à de fortes vagues et la direction inattendue des vents, le déversement a pris de l'expansion au-delà des attentes initiales.
Deux jours plus tard, on signale que la marée noire a déjà 33 kilomètres de long, 10 centimètres d'épaisseur et qu'au moins 30 plages ont été touchées. Plus de la moitié de la région maritime a perdu ses stocks de poisson en raison du déversement. Bien que la plupart des oiseaux migrateurs ne sont pas encore dans la région, les goélands, les canards colvert et plusieurs autres animaux de la faune marine sont incommodés par le pétrole.

### Responsabilité

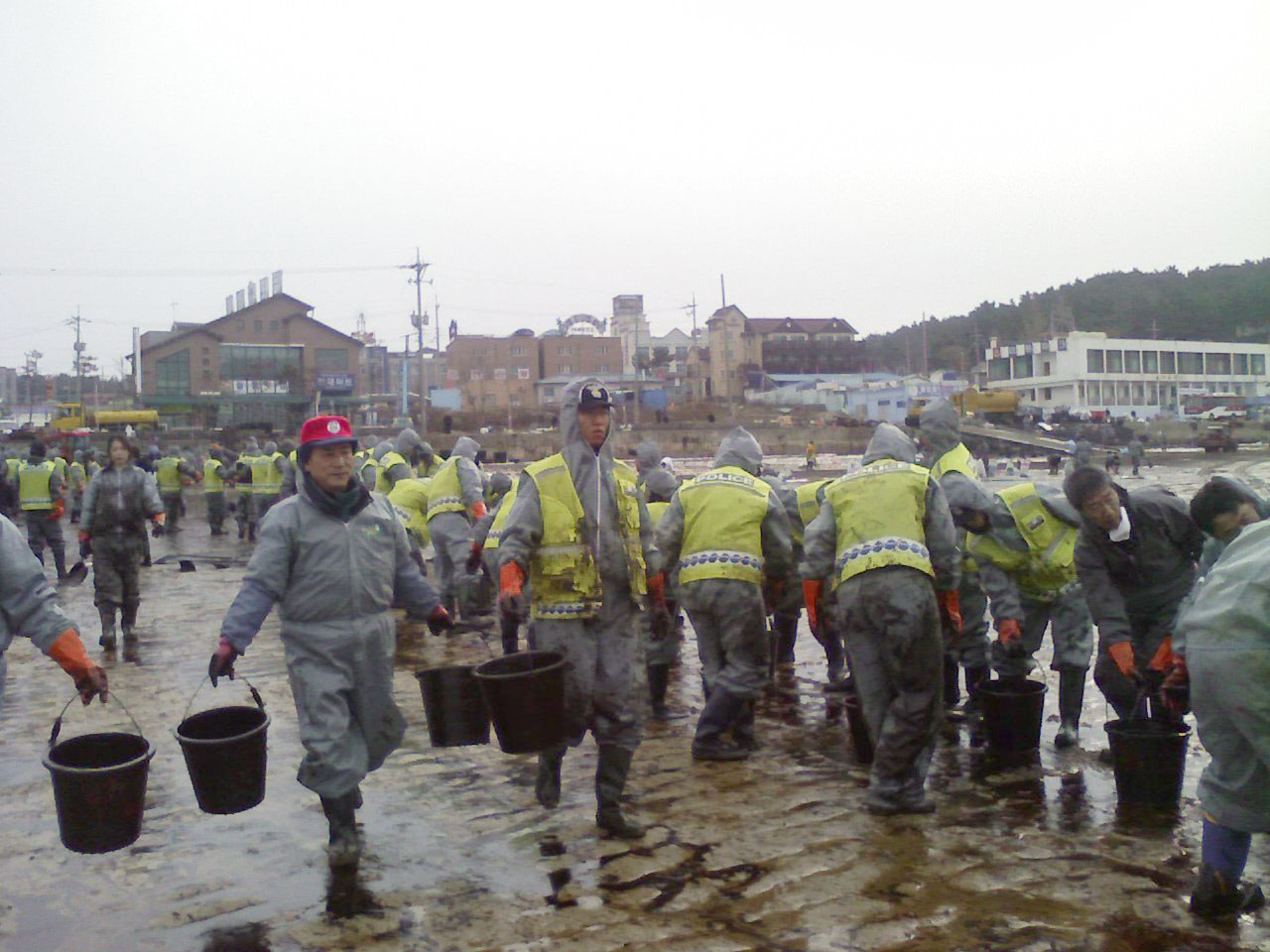
Après l'accident, les fuites d'huile sur la plage de manripo Taean.

Le pétrolier était stoppé, au mouillage quand il a été heurté par la barge ponton-grue à la dérive, après rupture de ses câbles de remorque.
Vers 7 h 0 (locale) le 7 décembre 2007, la barge ponton-grue Samsung Crane Barge N01, alors prise en charge par les remorqueurs Samsung T-5 et Samho T-3, rompt sa remorque, dérive et entre en collision avec le Hebei Spirit qui se trouve alors stoppé, au mouillage. 9 impacts sont notés. Sur le Hebei Spirit : le capitaine Jasprit Chawla ainsi que le second capitaine Syam Chetan, tous deux de nationalité indienne ont été respectivement condamnés le 20 décembre 2007 à 18, et 8 mois de prison par la justice coréenne pour négligence. Il leur est reproché de n'avoir pas pris à temps certaines mesures. Les capitaines des remorqueurs, le capitaine du ponton-grue ainsi que le propriétaire du ponton-grue ont aussi été condamnés pour négligence et violation de la loi sur la prévention de la pollution des mers. La décision de la justice coréenne a été vivement critiquée internationalement.
Le 24 juin 2008, soit plus de 6 mois après les faits, le tribunal conclut à la culpabilité des deux capitaines des remorqueurs et du capitaine de la barge, il exonère les officiers du Hebei Spirit (qui sont alors toujours emprisonnés), et inflige une amende à l'encontre du propriétaire du ponton-grue.
Malgré cet acquittement, les officiers du Hebei Spirit sont maintenus emprisonnés jusqu'au mois de décembre 2008. Ces agissements de la Corée du Sud ont été vivement critiqués mondialement, on a pu lire les mots : « injustice », « illégalité », « contraire aux droits de l'homme ».
Le ministère sud-coréen des Affaires maritimes et de la pêche reconnaît ne pas avoir fourni aux pêcheurs et aux habitants une quantité suffisante de matériel pour absorber le pétrole, et de ne pas avoir non plus accordé suffisamment d'attention à la direction du vent.
Selon un rapport récent, les indemnisations seront principalement payées par China P&I et Skuld P&I, qui assurent le Hebei Spirit, et dans une moindre part par Samsung Fire et Lloyd P&I. Le Fonds des pollutions pétrolières internationales sera responsable du paiement en cas de défaillance de China P&I et Skuld P&I, ou si le montant des dommages dépasse le plafond de responsabilité des propriétaires fixé par les conventions internationales.

## Sources
- Informations techniques : Equasis et Lloyd's Register.
- Page sur l’Apollo Oshima, du site Supertankers.
- (en) « South Korea battles worst-ever oil spill: officials », Channel News Asia, 8 décembre 2007.
- « Marée noire au large de la Corée du Sud: des milliers de personnes mobilisées », La Presse Canadienne, 9 décembre 2007.
- (en) « Worst Oil Spill », Korea Times, 9 décembre 2007
- (en) « South Korea fights huge oil spill », BCC news, 10 décembre 2007.